# Xekinima
Xekinima (griechisch Ξεκίνημα ‚Beginn‘) ist eine trotzkistische Organisation und griechische Sektion der International Socialist Alternative (ISA).

## Gründung
Xekinima wurde 1974 nach dem Ende des Obristenregime in Griechenland von studentischen Aktivisten gegründet, die mit der aus ihrer Sicht reformistischen Politik der sozialdemokratischen PASOK und der stalinistischen KKE nicht einverstanden waren.
Gemäß der entristischen Doktrin der CWI engagierte sich die Organisation bis Anfang der 1990er-Jahre innerhalb der PASOK als oppositionelle Gruppe, die eine Linkswende der Partei initiieren wollte.
Nach dem Scheitern dieser Entrismusstrategie wandte sich Xekinima dem 2004 gegründeten linksradikalen Parteibündnis SYRIZA zu, das sie 2011 wieder verließ, wobei sie jedoch weiterhin mit ihm zusammenarbeitet. Durch Wahlbündnisse mit Syriza bzw. seit 2015 deren Abspaltung LAE und mit ANTARSYA wurden Mitglieder von Xekinima in einige Kommunalparlamente gewählt, unter anderem in Volos.